# Taiboco
Taiboco ist ein osttimoresischer Suco im Verwaltungsamt Pante Macassar (Sonderverwaltungsregion Oe-Cusse Ambeno).

## Geographie
Vor der Gebietsreform 2015 hatte Taiboco eine Fläche von 80,28 km². Nun sind es 81,97 km². Der Suco liegt im Westen des Verwaltungsamts Pante Macassar, am Nordufer Timors an der Sawusee. Im Osten liegen die ebenfalls zu Pante Macassar gehörenden Sucos Lifau, Lalisuc und im Südosten Cunha. Westlich und südlich liegt das Verwaltungsamt Nitibe mit seinen Sucos Suniufe, Usitaco und Lelaufe. Entlang der Grenze zu Taiboco fließt der Fluss Oenuno (Oenunu).
An der Südspitze beginnt beim Dorf Nuana eine Überlandstraße, die nahe an der Südostgrenze im in Taiboco verläuft und später nahe Baqui endet. So verbindet sie die Überlandstraße von Passabe nach Nitibe mit der Überlandstraße von Passabe nach Pante Macassar. An ihr liegen im Suco Taiboco die Dörfer Nunputu (Numputu), Neopnua, Noahluku, Nemun, Oelkaem (Oelkaen), Poasboi (Poasbot), Kuatnana, Buinsapi, Upaena (Upsena), Kuangkot, Kiubneko, Oeleo, Kuanatui, Oetako, Oekum, Baupat, Itnan und Kruaisob (Kiusisoh). Im äußersten Osten zweigt eine kleine Straße von der Überlandstraße ab zu den Orten Kiusisoh (Krusisoh), Kuanakabun, Nalaen und Ulas.
Bei Neopnua zweigt eine weitere kleine Straße nach Norden in das Zentrum des Sucos. An ihr liegen die Dörfer Nuheo, Bititim, Kanael, Kuapal, Kuanata, Patoke und Patputu. Die Straße endet an der Küste im Ort Maquelab (Makelab). Weitere Orte an der Küste sind Kabana, Bokon, Mabukpele (Kabukpele), Fuin und Tuinmolo. Durch alle führt die Überlandstraße von Citrana nach Pante Macassar. Grundschulen gibt es in Itnan, Oelkaem (Escola Primaria Oelkam) und Maquelab (Escola Primaria Maquelab). In Oelkam und Maquelab gibt es jeweils eine medizinische Station.
Im Suco befinden sich die vier Aldeia Hauboni, Maquelab, Nemun und Ulas.

## Einwohner
In Taiboco leben 6.577 Einwohner (2022), davon sind 3.302 Männer und 3.275 Frauen. Im Suco gibt es 1.534 Haushalte. Fast 99 % der Einwohner geben Baikeno als ihre Muttersprache an. Eine Minderheit spricht Tetum Prasa.

Tänzer in Oekum beim traditionellen Bso'ot-Tanz 2010
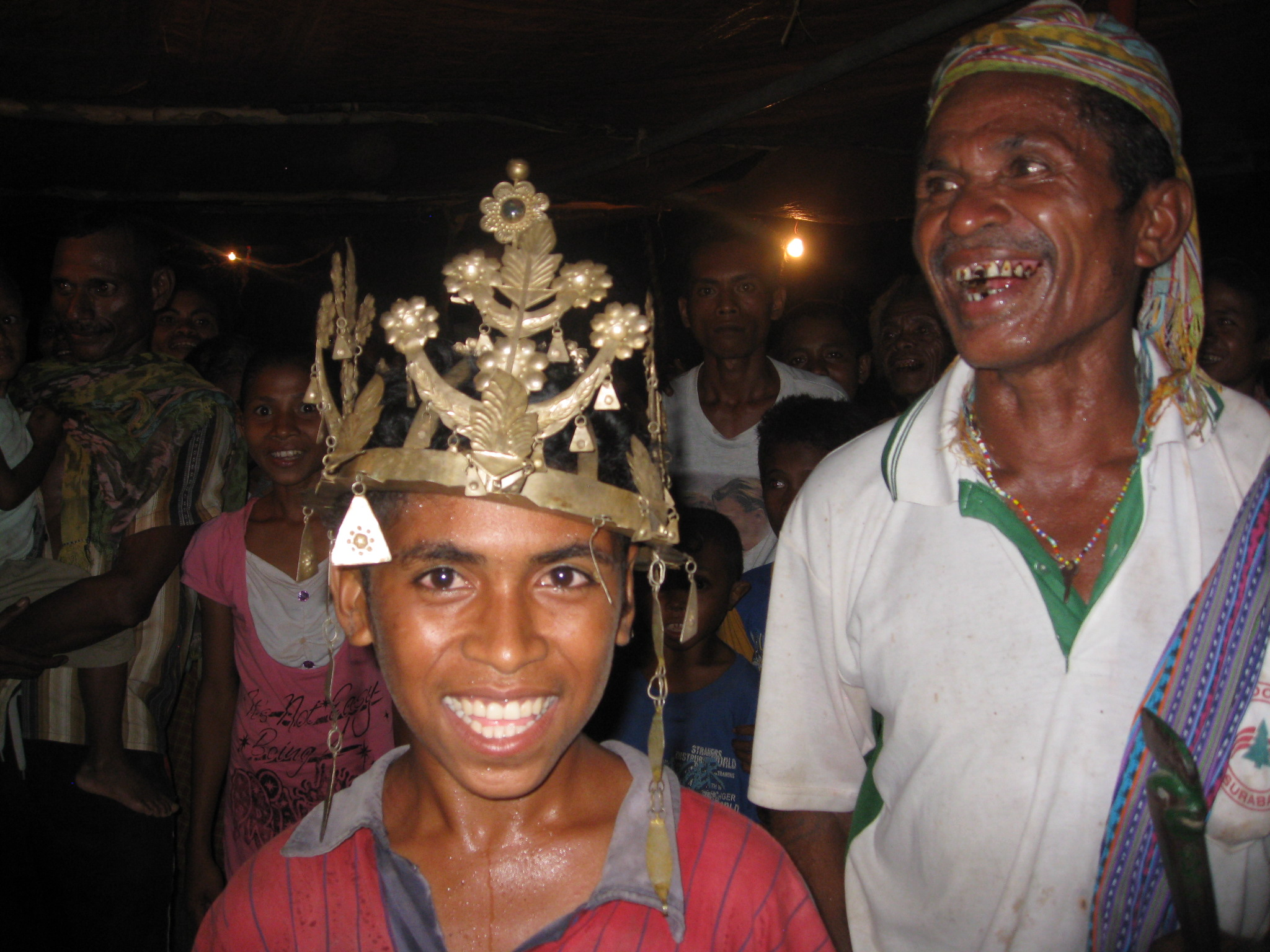
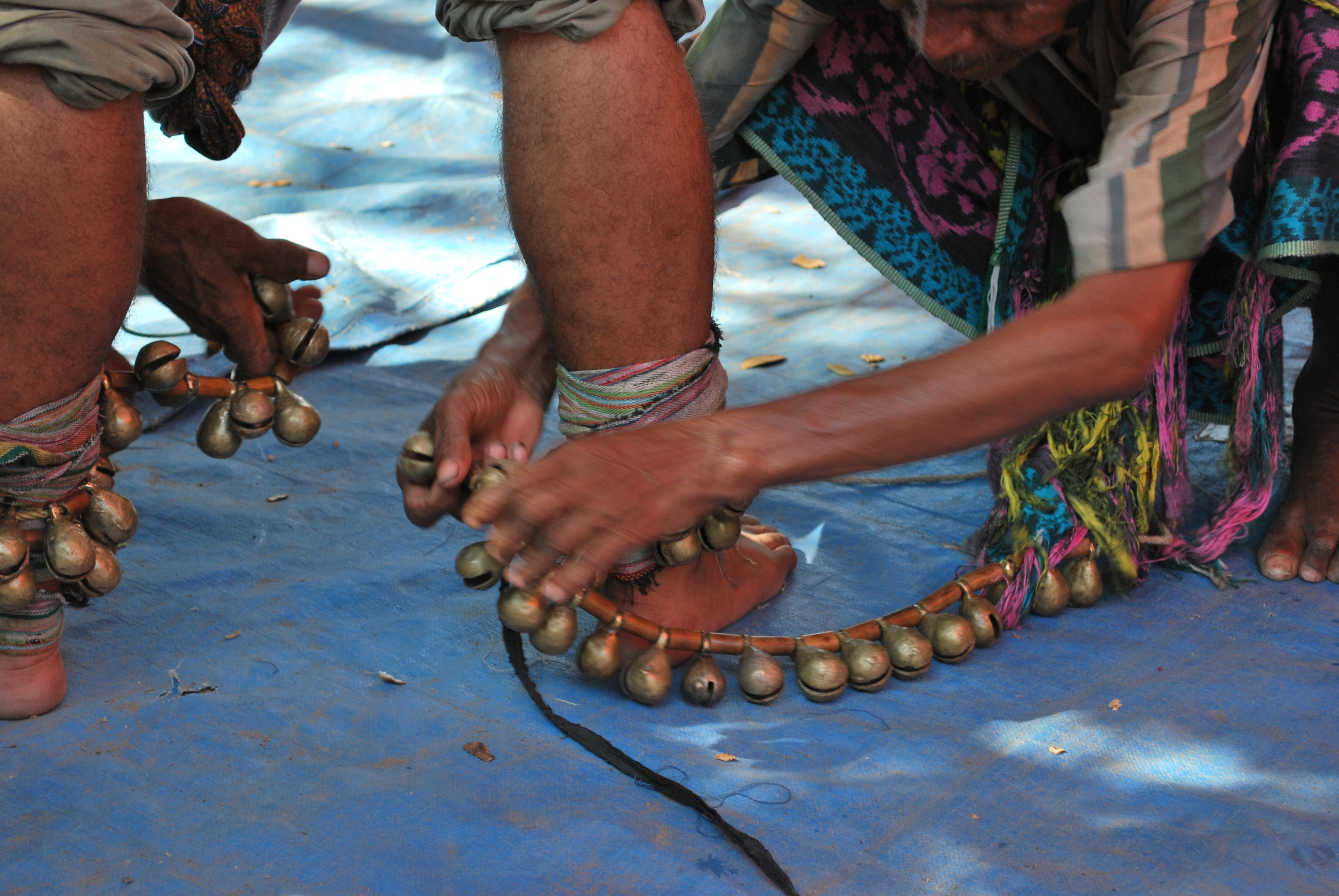
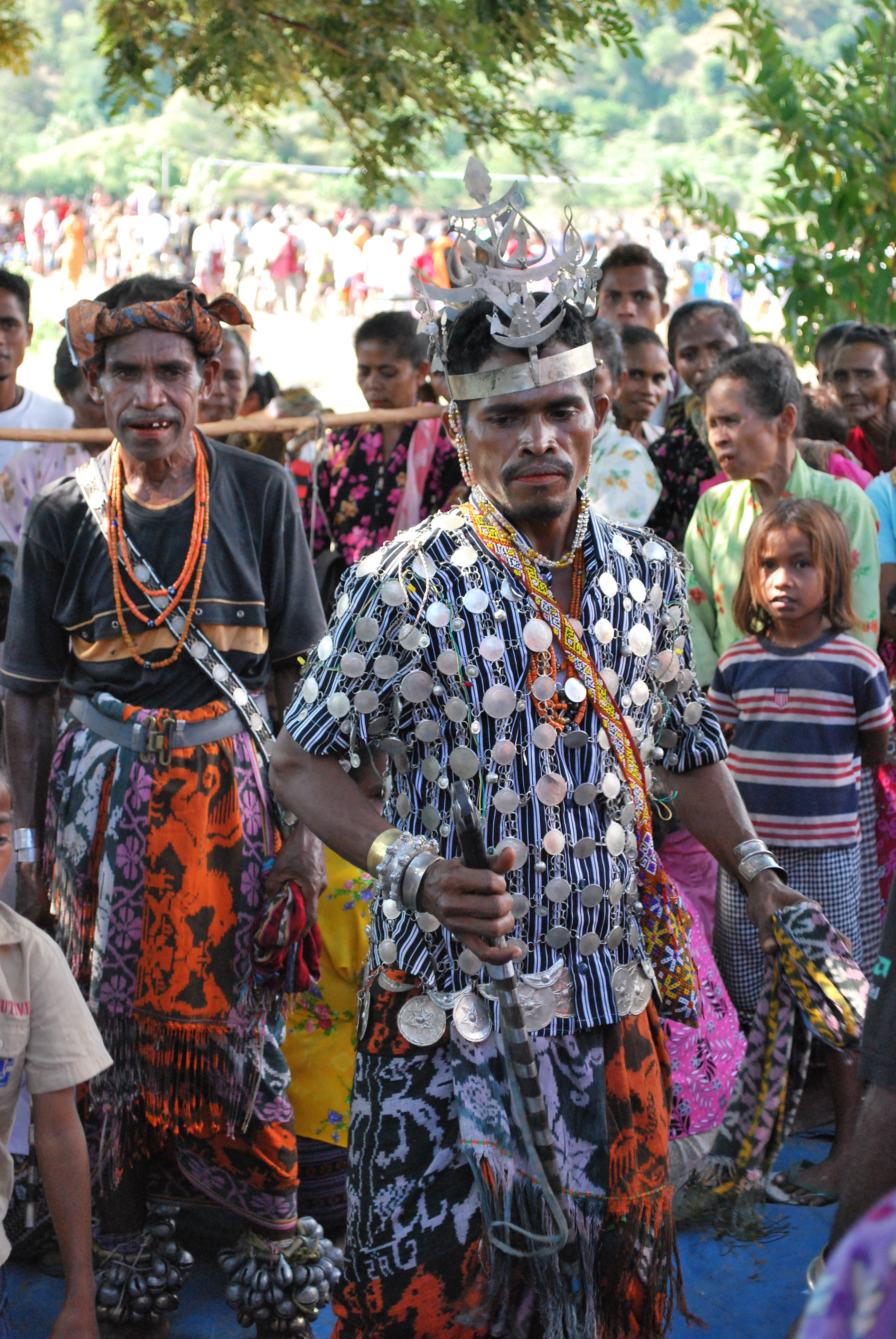

2015
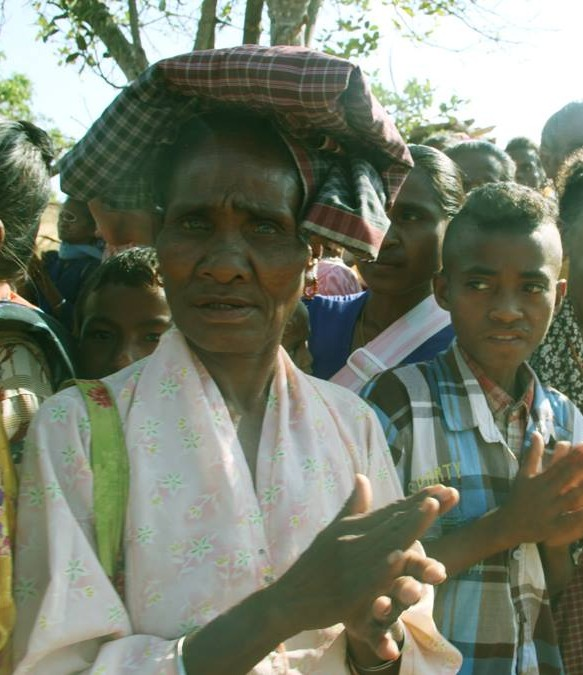
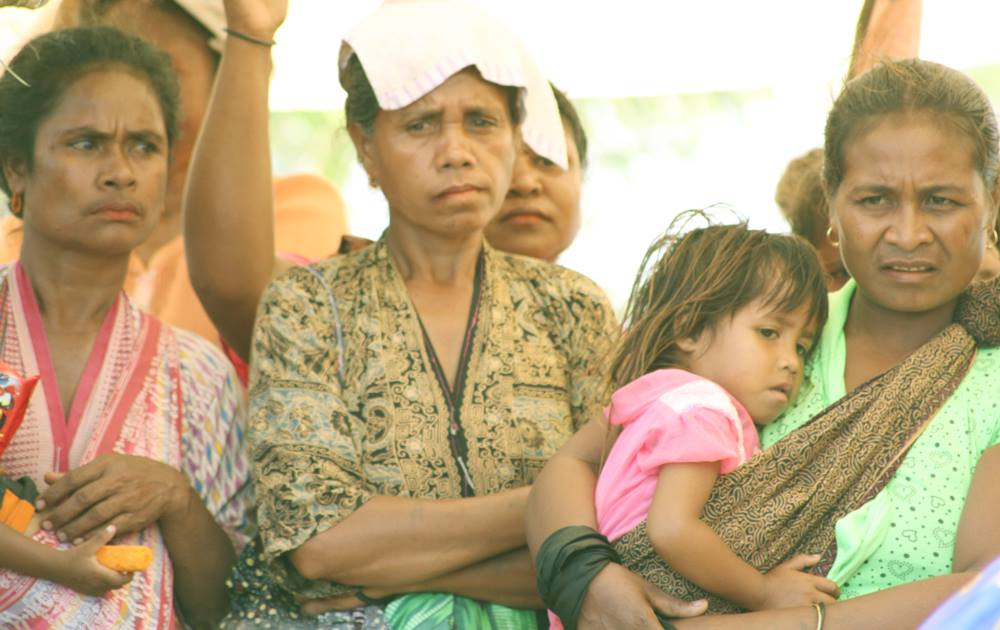
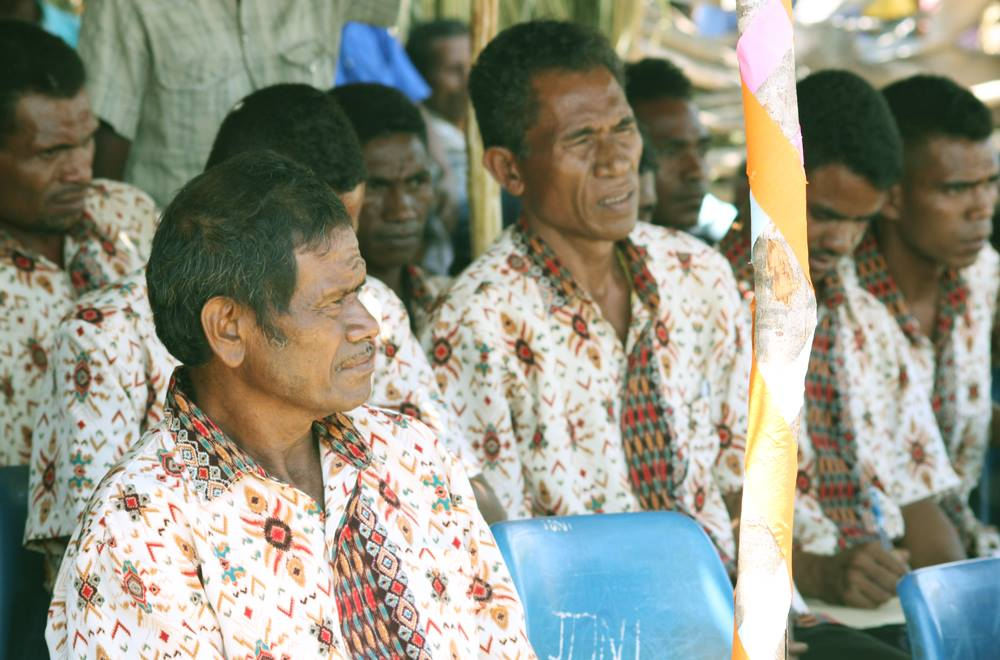

## Geschichte
Nach dem Unabhängigkeitsreferendum in Osttimor 1999 kam es in dem von Indonesien besetzten Land zu schweren Unruhen. Am 20. Oktober 1999 griffen 20 Mitglieder von der indonesischen Armee, der Polizei und den Milizen Sakunar und Aitarak den Ort Maquelab an. Etwa 300 Einwohner flohen in den Wald, wurden aber unter Schlägen von den Milizen wieder in den Ort getrieben. Sechs Personen wurden ermordet. Als am selben Tag INTERFET-Einheiten in Oe-Cusse Ambeno eintrafen, flohen die Milizen in das indonesische Westtimor.

## Politik

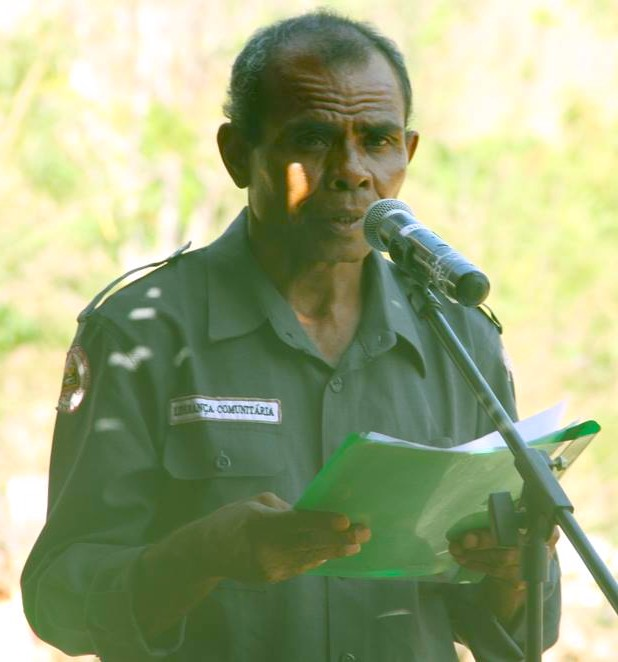
Mateus Naz (2015)

Bei den Wahlen von 2004/2005 wurde Mateus Naz zum Chefe de Suco gewählt und 2009 in seinem Amt bestätigt. Bei den Wahlen 2016 gewann Joaquim Tafin.